# Liste des logiciels CAO pour l'architecture, l'ingénierie et la construction

## Définitions
- On parlera de DAO (Dessin assisté par ordinateur) lorsque ces logiciels se basent sur l'ergonomie du dessin sur une planche à dessin, pour aboutir à des jeux de plans.
- Les logiciels CAO (Conception assistée par ordinateur) orientés objet permettent d'accéder à des fonctions d'analyse, de métré… En anglais, on distingue Computer-aided design (CAD) et Computer-aided architectural design (en) CAAD.
- IAO (Ingénierie assistée par ordinateur)
- FAO (Fabrication assistée par ordinateur)
- CFAO (Conception et fabrication assistées par ordinateur)

- Le BIM (Building Information Modeling) s'intéresse au processus de production et la gestion des données de construction tout au long de la conception d'un bâtiment. Les logiciels BIM sont dans l'acceptation la plus courante, des logiciels de modélisation dynamique utilisant les trois dimensions. Ils visent à faciliter les échanges d'informations et l'interopérabilité par rapport aux autres logiciels. Le format IFC est le format utilisé communément par le BIM. Certains IFC sont certifiés.

Voir aussi Maquette numérique

## Formats

### Formats de fichiers de dessins
Le format DWG et le format DXF, respectivement le format natif et le format de standard industriel de AutoCAD, de par la diffusion d'AutoCAD dans le monde, sont devenus de facto, les standards de communication de fichiers de dessins entre logiciels de CAO. Les exports entre logiciels via le DXF et le DWG ont connu des fortunes très diverses notamment en raison du fait que ces formats sont documentés au compte-goutte par leur propriétaire, Autodesk. Il s'avère, dans beaucoup de logiciels, très difficile d'exporter plus que la 2D. De plus les formats DXF/DWG, vu leur vocabulaire restreint, restent limités dans leur capacité à communiquer toute l'information contenue dans un projet BIM. C'est la raison pour laquelle on voit poindre des formats ouverts alternatifs comme les IFC's. Toutefois les échanges DXF/DWG restent les plus répandus et font de la part des logiciels de CAO, l'objet de traducteurs sophistiqués issus de la rétro-ingénierie.
Beaucoup de logiciels de CAO adhèrent à l'Open Design Alliance (ODA) et contribuent à l'élaboration de la bibliothèque d'échange DWG, DXF mais aussi DGN de MicroStation.

### Formats de fichiers de projets
Le format IFC (Industry Foundation Classes) est un format de fichier orienté projet et non objet, utilisé dans l'industrie du bâtiment pour échanger et partager des informations entre logiciels. Ce standard est né de l'initiative de l'IAI (International Alliance for Interoperability) apporté par BuildingSmart, associant des entreprises du secteur de la construction et des éditeurs de logiciels. MediaConstruct est le représentant français. Une certification est délivrée par BuildingSmart pour les logiciels fournissant des IFCs conformes au cahier des charges. Dans l'acceptation du BIM, le format IFC, standard ouvert compréhensible de tous les acteurs de la construction, organise les objets de l'industrie de la construction, les familles, autour d'un modèle informatique 3D, le BIM. Ces objets accompagnent le cycle de vie complet d'un bâtiment incluant les débuts-la conception, la documentation et la construction-, l'exploitation des bâtiments, la gestion des installations (facility management) et, enfin, la démolition et l'élimination.

## Hégémonie des groupes d'éditeurs
Sur le marché des AEC (Pour architecture, engineering, construction), le marché se répartit principalement entre ces différents groupes.
- Autodesk, avec AutoCAD, Revit, 3ds Max, Maya…
- Bentley Systems, avec MicroStation, AECOsim Building Designer, Energy Simulator, ProjectWise, LumenRT, ContextCapture, STAAD, RAM,…
- Famic Technologies Inc. avec Automation Studio™ et Automation Studio™ Live Manifold,
- Siemens PLM Software avec Solid Edge, NX et PLM TEAMCENTER
- Nemetschek, avec Allplan, ArchiCAD (Graphisoft), VectorWorks, Scia, Frilo, Glaser, Auer, Bausoftware, Crem, Maxon Cinema 4D
- Dassault Systèmes, avec CATIA, SolidWorks, ENOVIA, DELMIA, SIMULIA, ...
- Trimble, avec Tekla Structures, Tekla BIMsight, Field3D, SketchUp...

En France, ajouter : 
- Procal, avec ENVELOP3D, logiciel BIM pour l'enveloppe du bâtiment sous environnement AutoCAD

Sur le marché européen, ajouter:
- AVEVA (en) avec E3D 3D (BIM) , Diagrams 2D, Tags (engineering 1D), Electrical & Instrumentation, Engage, Aveva.Net (Voir aussi PDMS/ E3D)
- Intergraph (en)

### Logiciels dont le développement est interrompu
- Claris CAD (en) CAO 2D par Apple sous Mac Classique (projet abandonné)

## Logiciels libres
- Blender, une application très complète de modélisation de tout genres et d'animation
- Sweet Home 3D, une application d'aménagement intérieur 2D et 3D Open Source
- FreeCAD, une application de modélisation 3D Open Source
- Qcad, DAO modeleur 2D, clône AutoCAD avec une interface simplifiée
- LibreCAD, dérivé de QCad, LibreCAD est maintenu par la communauté

## Logiciels gratuits
- DraftSight de Dassault Systèmes : est un logiciel DAO, disponible sous Windows, Mac et Linux, dont le format natif est le DWG.  Depuis Janvier 2020, Draftsight n'est plus gratuit : il devient payant sous Windows et il n'y a plus de solution proposée pour les utilisateurs Mac et Linux. Voir site Dassault Systèmes

## Architecture
Les architectes utilisent des logiciels de CAO généralistes comme MicroStation ou AutoCAD mais aussi des logiciels spécialistes comme ArchiCAD, AECOSim Building Designer, SketchUp (3D Gratuit), Revit ou 3D Turbo.

### LogicielsDAO
- CADintosh de Macvf, logiciel allemand de DAO 2D, disponible en français sous Mac OS X.
- DraftSight de Dassault Systèmes, logiciel de DAO, disponibles en français sous Windows, Mac (béta gratuit jusqu'en 2020) et GNU/Linux, dont le format natif est le DWG.
- Automation Studio™ logiciel canadien multi-technologique de DAO disponible en 12 langues dont le français de Famic Technologies Inc.
- MacDraft (en) de Microspot DAO 2D/3D sous Mac OS X.
- PowerCADD de Engineered software DAO 2D/3D sous Mac OS X.
- RealCADD, de Adx, DAO 2D, en français sous Mac OS X, Windows et Unix, traducteur DWG.

### LogicielsCAO
- SolidWorks, CAO internationale sous Windows ;
- BoA de BoA research, CAO 3D en français et anglais sous Mac OS X ;
- ABViewer de CADSoftTools, un logiciel multifonctionnel pour les formats de CAO 2D et 3D. Il est compatible avec Windows et Linux avec Wine ;
- Arcad 3D de ARCAD Systemhaus, CAO en allemand orienté architecture sous Linux, Mac OS X ;
- Ashlar-Vellum (en), CAO 2D/3D sous Windows et Mac OS X ;
- AutoCAD, logiciel de dessin technique pluri-disciplinaire de la société Autodesk, CAO 2D/3D sous Windows et plus récemment Mac OS X ;
- Autodesk Inventor, CAO 3D sous Windows ;
- Automation Studio™  de Famic Technologies, logiciel multi-technologique de DAO/CAO  disponible en français;

- Solid Edge de Siemens PLM Software, CAO 2D/3D sous Windows ;
- Tekla Structures, Tekla BIMsight, Field3D, SketchUp... ;
- TurboCAD, clone d'AutoCAD, DAO 2D/3D sous Mac OS X et Windows, en anglais ;
- 3D Turbo de Soft'X/Iluac CAO/DAO 2D/3D sous Mac OS X ;
- IronCAD, de IronCAD, LLC. Logiciel de modélisation directe.

### LogicielsCAAO
En anglais, on distingue, Computer-aided design, CAO et Computer-aided architectural design (en), CAAO.
- Allplan Architecture, de la société Nemetschek, CAAO 2D/3D BIM (IFC certifié) sous Windows.
- AECOSim Building Designer, de la société Bentley Systems, CAAO 2D/3D BIM (IFC certifié) sous Windows.
- AutoCAD Architecture de la société Autodesk. AutoCAD incorporant des fonctionnalités destinées à la production architecturale, CAAO 2D/3D (IFC certifié en export) sous Windows et plus récemment Mac OS X.
- Digital Project de Gehry Technologies, CAO 2D/3D BIM sous Windows
- MicroStation, de la société Bentley Systems, CAO 2D/3D BIM sous Windows.
- MIAO, de la société française All Systems, CAO 2D/3D BIM sous Windows. Plans, quantitatifs, descriptifs, marchés de travaux, images réalistes intégrés dans une même application.
- Revit Architecture, de la société Autodesk. CAAO 2D/3D BIM (IFC certifié en export) sous Windows.
- Tekla Structures, de la société Trimble. Logiciel BIM (IFC certifié en Export/import)
- VectorWorks Architecture, de la société Nemetschek. CAAO 2D/3D BIM sous Windows et Mac OS X.
- 3D Turbo de Soft'X/Iluac CAO/DAO 2D/3D sous Mac OS X

### Logiciels de modélisation 3D
- Automation Studio™  Live Manifold de Famic Technologies, logiciel de création de bloc foré 2D et 3D.
- Lumenrt LumentRT de la société Bentley Systems, permet de réaliser des maquettes 3D photoréalistes avec de nombreuses possibilités d'animation. De l'information provenant du modèle 3D peut y être incorporée rendant le modèle informatif.
- SketchUp sous OSX et Windows, de la société Trimble, modeleur surfacique 3D.
- Solid Edge de Siemens PLM Software, CAO 2D/3D sous Windows
- Des Logiciels de modélisation 3D, destinés plus généralement à l'animation (Animation 3D) tels Cinema 4D,3ds Max, sont fréquemment utilisés en architecture, essentiellement pour des documents de présentation en Rendu photoréaliste et des animations.
- lexocad, commercialisé par cadwork informatique, modeleur 3D sous Windows.

### Logiciels aéronautiques
Frank Gehry, architecte américano-canadien, auteur du Musée Guggenheim de Bilbao, a conçu la plupart de ses réalisations depuis 1995, sur le logiciel CATIA de Dassault Systèmes, ensuite, sur Digital Project, basé sur CATIA, développé par la société qu'il a lui-même fondé, Gehry Technologies de Trimble. Digital Project, ajoute à CATIA, logiciel plutôt destiné à l'industrie aéronautique, une interface destinée à la conception architecturale.
- CATIA de Dassault Systèmes, CAO 2D/3D sous Windows.

## Ingénierie et construction
Les ingénieurs utilisent des logiciels de CAO généralistes comme AutoCAD, Bentley MicroStation, 3D Turbo, ou Nemetschek All Plan mais aussi des logiciels spécialistes.

### Logiciels pour la conception d'usines
Logiciels spécialisés pour la conception d'usines.
- AutoCAD Plant 3D, d'Autodesk
- AutoPlant et OpenPlant de Bentley Systems
- Smart3D et CADWorx, d'Intergraph (en)
- E3D et Plant design management system (PDMS), d'AVEVA (en)

### Logiciels pour chauffage, ventilation et climatisation
Logiciels spécialisés pour le secteur chauffage, ventilation et climatisation (HVAC).
- ArchiCAD MEP Modeler, Plugin pour ArchiCAD de la société Graphisoft (Nemetschek), CAAO 2D/3D/Rendering BIM sous Windows et Mac OS X.
- AutoCAD MEP de Autodesk. CAO 2D/3D. sous Windows.
- AECOSim Building Designer et AECOsim Energy Simulator de la société Bentley Systems sous Windows.
- Plancal-Nova de la société Trimble. BIM CAO 2D/3D/Rendering et calculs intégrés sous Windows.
- Revit MEP de Autodesk. CAO 2D/3D BIM sous Windows.

### Logiciels d'analyse structurelle
- Nemetschek Scia Engineer BIM (IFC certifié)
- Nemetschek All Plan Engineering BIM (IFC certifié)
- Revit Structure BIM (IFC certifié)
- RFEM, de la société Dlubal Software, logiciel BIM de calcul par la méthode des éléments finis de toute structure en acier, béton, bois, verre, etc., sous Windows
- SAP2000

Voir aussi ingénierie assistée par ordinateur(IAO).

### Logiciels d'analyse énergétique
- ArchiCAD EcoDesigner, Plugin pour ArchiCAD basé sur Strusoft vip-energy de la société Graphisoft (Nemetschek), CAAO 2D/3D/Rendering BIM (IFC certifié) sous Windows et Mac OS X.

## Autres

### Dessin assisté par ordinateur
- LogiKal, de la société Orgadata. Logiciel de conception 2D pour les châssis et façades en menuiserie aluminium, acier et PVC.
- IntelliCAD (en), publié par le IntelliCAD Technology Consortium ("ITC") est un émulateur d'AutoCAD, fonctionnant uniquement comme Plugin à d'autres applications.
- ZWCAD, de la Société ZWSOFT, fondée en 1998. Elle a développé le logiciel ZWCAD à partir de 2002 en s'appuyant sur la technologie d'Intellicad qui, à partir du format DWG permet de créer des applications de dessin totalement compatibles AUTOCAD.

### CFAO
- Cadwork, de la société Cadwork informatique, CFAO 2D/3D sous Windows.
- woodLAB de la société Quality Industriale Spa, est une CFAO pour la menuiserie avec CAM automatique.